# Lipovšica
Lipovšica – wieś w Słowenii, w gminie Sodražica. W 2018 roku liczyła 54 mieszkańców.